# Comte d'Albemarle
Pour les articles homonymes, voir Liste des comtes et ducs d'Aumale et Albemarle.
 (février 2019).
Si vous disposez d'ouvrages ou d'articles de référence ou si vous connaissez des sites web de qualité traitant du thème abordé ici, merci de compléter l'article en donnant les références utiles à sa vérifiabilité et en les liant à la section « Notes et références ».

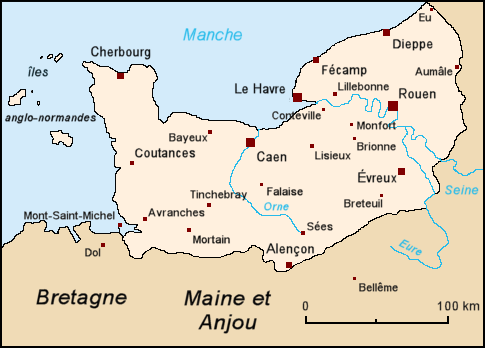
Aumale sur une carte de la Normandie historique

Albemarle (parfois Albermarle) est l'ancienne forme du nom de la ville normande d'Aumale (Albamarla en latin médiéval, d'après l'ancien français marle, issu du bas latin margila, marne en français moderne. C'est une roche sédimentaire utilisée en construction, et albe / aube, blanc).
C'est ainsi que les Anglais nomment la ville. Dans le brevet de noblesse qui lui est accordé en 1696-97 par Guillaume III à Arnold Joost van Keppel, Albemarle est décrit comme une ville et un territoire du duché de Normandie.

## Histoire du titre
La seigneurie d'Aumale était une possession d'Hugues II de Ponthieu, comte de Ponthieu, qui l'avait reçue par sa femme. Leur fils Enguerrand II, comte de Ponthieu, épousa Adélaïde († vers 1090), la demi-sœur de Guillaume le Conquérant, le duc de Normandie. Celle-ci eut trois époux, le dernier étant Eudes II de Troyes († 1115), comte de Troyes. Il fut déshérité de ses terres et titres vers 1066, et dut se réfugier en Normandie. Il semble avoir porté le titre de comte d'Aumale en même temps que sa femme. Néanmoins, le titre passa à leur fils Étienne vers 1082-84.
À la suite du complot visant à installer Étienne sur le trône d'Angleterre à la place de Guillaume le Roux, en 1095, les possessions anglaises d'Eudes furent confisquées. Étienne ne récupérera les seigneuries anglaises d'Holderness, Bytham (Lincolnshire), Craven etc. qui seront ensuite connues comme l' « honneur d'Albemarle », qu'en 1102.
Guillaume le Gros, fils d'Étienne, se distingua à la bataille de l'Étendard en 1138, et fut fait comte d'York en récompense par le roi Étienne d'Angleterre. Il épousa Cécile, la fille de William Fitzduncan, petit-fils de Malcolm III d'Écosse. Sa femme lui apporta de vastes domaines dans le Yorkshire.
Leur fille Hawise d'Aumale († 1214) eut trois époux : Guillaume de Mandeville († 1189), comte d'Essex; Guillaume de Forz (des Forts ou de Fors ou de Fortibus) († 1195 ; cf. l'article des Forz); Baudouin de Béthune († 1213), seigneur de Choques. Tous prirent le titre de comte d'Albemarle.
En 1194-96, Philippe II Auguste, roi de France, s'empara du château d'Aumale. Il confia le comté en 1204 à Renaud de Dammartin, comte de Boulogne. À partir de cette date, il y a donc coexistence d'un titre français et d'un titre anglais (plus tard britannique). Le titre anglais se réfère juste à Aumale, mais les terres associées au titre sont les anciennes possessions anglaises des comtes d'Aumale, c’est-à-dire l'honneur d'Albemarle. Du moins pendant un temps indéterminé.
À la mort de Baudouin de Béthune en 1212, autre Guillaume de Fortibus, fils d'Hawise et de son deuxième époux Guillaume des Forz, fut établi comte par Jean sans Terre, et en 1215, il hérita de toutes les possessions de sa mère. Il fut un baron très turbulent, et il mourut en route vers la Terre sainte. Sa fille Aveline succéda à son petit-fils Thomas. Elle fut l'épouse d'Edmond Crouchback, 1er comte de Lancastre. Elle décéda avant qu'ils aient eu une descendance, et le titre s'éteint.
Thomas de Lancastre († 1421) fut créé comte en même temps que duc de Clarence, le 9 juillet 1412. Il était le deuxième fils d'Henri V, et n'eut pas de descendance.
En 1660, Charles II offre le titre de duc d'Albemarle au général Monk. Ce titre fut éteint en 1688 à la mort du deuxième duc.
Finalement, Guillaume III accorda le titre à Arnold Joost van Keppel, l'un de ses favoris hollandais. Les descendants de celui-ci tiennent toujours le titre.
Le comte actuel tient les titres subsidiaires de vicomte Bury (créé en 1697), et baron Ashford (1697), ceux-ci dans la pairie d'Angleterre. Le titre de courtoisie du fils aîné du comte est vicomte Bury.

## Titre normand, pré-conquête (vers 1053)
- 1053-1082 : Adélaïde de Normandie († vers 1090)
  - Eudes II de Troyes († 1115), peut-être de jure uxoris.

## Première création (1081)
- 1081-1082 : Adélaïde de Normandie († 1090) ;
- 1082-1127 : Étienne d'Aumale († 1127) ;
- 1127-1179 : Guillaume le Gros († 1179), comte d'York ;
- 1179-1214 : Hawise d'Aumale († 1214) ;
  - Guillaume de Mandeville († 1189), comte d'Essex ;
  - Guillaume de Forz (des Forts ou de Fors ou de Fortibus) († 1195) ;
  - Baudouin de Béthune († 1212), seigneur de Choques ;

À partir de cette date, les comtes portent un titre qui n'est plus lié au titre continental.
- 1214-1241 : Guillaume de Forz († 1241) ;
- 1241-1260 : Guillaume de Forz († 1260) ;
- 1260-1269 : Thomas de Forz († 1269) ;
- 1269-1274 : Aveline de Forz († 1274) ;

## Deuxième création (1411)
- 1411-1421 : Thomas de Lancastre (1387 - 1421), duc de Clarence. Deuxième fils d'Henri IV.

## Troisième création (1697)
- 1697-1718 : Arnold Joost van Keppel (1670-1718) ;
- 1718-1754 : Willem Anne van Keppel (1702-1754) ;
- 1754-1772 : George Keppel (1724-1772) ;
- 1772-1849 : William Charles Keppel (1772-1849) ;
- 1849-1851 : Augustus Frederick Keppel (1794-1851) ;
- 1851-1891 : George Thomas Keppel (1799-1891) ;
- 1891-1894 : William Coutts Keppel (1832-1894) ;
- 1894-1942 :  Arnold Allan Cecil Keppel (1858-1942) ;
- 1942-1979 : Walter Egerton George Lucian Keppel (1882-1979) ;
- depuis 1979 : Rufus Arnold Alexis Keppel (en) (né en 1965).

Héritier présomptif : Augustus Sergei Darius Keppel (né en 2003), vicomte Bury.